# Urząd
Urząd – zespół osób i środków (finansowych, rzeczowych) zapewniających realizację zadań organów państwowych i samorządowych.
W prawie administracyjnym występuje w trzech znaczeniach:
- jako zwyczajowa nazwa zespołu kompetencji (np. urząd prezydenta, urząd wojewody, urząd burmistrza),
- jako element nazwy organu administracji publicznej (np. Prezes Urzędu Patentowego, Naczelnik Urzędu Skarbowego),
- jako aparat pomocniczy organu administracji publicznej (np. Urząd Gminy, Urząd Miasta i Gminy, Urząd Stanu Cywilnego, urząd celno-skarbowy, Urząd Skarbowy).

Pojęcia urzędu nie należy utożsamiać z organem, czyli wyodrębnioną komórką organizacyjną aparatu państwowego, pełniącą określone funkcje w dziedzinie życia społecznego.